# Droga wojewódzka nr 598
Droga wojewódzka nr 598 (DW598) – droga wojewódzka w województwie warmińsko-mazurskim łącząca DK51 w Olsztynie z DK58 w Zgniłosze.

## Miejscowości leżące przy trasie DW598
- Olsztyn (DK51)
- Stary Olsztyn
- Butryny
- Nowa Kaletka
- Zgniłocha (DK58)